# HD 189831
HD 189831，又名CD-3813828，SAO 211767、HR 7652，是一颗恒星，视星等为4.77，位于銀經2.77，銀緯-29.84，其B1900.0坐标为赤經19h 56m 54.9s，赤緯-38° -29.84′ 2″。